# Евсеев, Денис Анатольевич
Денис Анатольевич Евсеев (род. 22 мая 1993, Алма-Ата) — казахстанский теннисист. Победитель одного турнира ATP Challenger в одиночном разряде; финалист четырёх турниров ATP Challenger (1 — в одиночном разряде); серебряный призёр Азиатских игр 2018 года в парном разряде; и серебряный призёр Азиатских игр в помещениях 2017 года в парном разряде.

## Общая биография
Родился 22 мая 1993 года в Алма-Ате, в Казахстане.

## Спортивная карьера
В 2017—2023 годах стал победителем одного турнира ATP серии «челленджер» и восьми турниров ITF серии «фьючерс» в одиночном разряде.
И в 2013—2022 годах стал победителем ещё десяти турниров серии «фьючерс» в парном разряде.